# Alfa-sinucleína
α-sinucleína é uma proteína da família das sinucleínas, junto com a beta-sinucleína e a gama-sinucleína, expressa principalmente no cérebro, em neurônios, que costuma estar localizada nos terminais pré-sinápticos em configuração monomérica desdobrada. Estruturalmente, a proteína é composta por 140 aminoácidos em sua configuração integral, sendo dividida em três porções com características bioquímicas diferentes: o amino terminal (aminoácidos 1-60), anfipático; o domínio central (aminoácidos 61-95), hidrofóbico; e o carboxi-terminal (aminoácidos 96-140), região que sofre a maior quantidade de modificações pós-traducionais. Embora sua função na célula seja ainda desconhecida, é entendido atualmente que a proteína atua em processos de reciclagem de vesículas, exocitose e endocitose, além de ser essencial para a curvatura de membrana. Fisiologicamente, quando associada às membranas, a alfa sinucleína passa por uma transformação estrutural, formando tetrâmeros.
A alfa-sinucleína é uma das proteínas mais estudadas atualmente, uma vez que está envolvida em uma série de doenças neurodegenerativas, as chamadas sinucleinopatias, entre elas a Doença de Parkinson, Demência de Corpos de Lewy, entre outras. A proteína, apesar de ser naturalmente desenovelada, em determinadas condições, tende a agregar-se. Estes agregados (oligômeros, protofibras e fibras amiloides) são tóxicos à célula, podendo sequestrar proteínas, alterar as propriedades das membranas das organelas, inativar os sistemas de proteólise, como o complexo ubiquitina-proteassoma e vias de degradação lisossomal. Deste modo, os agregados de alfa-sinucleína contribuem fortemente para a morte neuronal, sobretudo em estágios nos quais são formados Corpos de Lewy, inclusões de proteínas altamente tóxicas às células, nas quais a alfa-sinucleína é componente principal .

## Mutação
A mutação neste local e em mais dois outros pontos A53T, A30P e E46K, causa uma rara autossômica e dominante variante da doença de Parkinson. A mutação na A30P causa um tipo de Parkinson indistinguível da DP esporádica. No caso da mutação em A53T podem ocorrer fenómenos não habituais na DP como o aparecimento prematuro, menos de 45 anos, mioclono e disfunção autonómica mais severa. A mutação em E46K causa parkinsonismo, demência e alucinações.

## Observações clínicas
Pacientes que comportem uma duplicação gênica têm um fenotipo menos severo e apresentam-se com um aparecimento menos precoce da maleita que os que apresentam triplicação genica. Isto sugere que o nível de expressão da α-sinucleina está directamente ligado a um aumento da doença de Parkinson. Do mesmo modo o polimorfismo do promotor da α-sinucleina está associado com um aumento do risco de DP. A presença de grandes quantidades de α-sinucleina nos corpos de Lewy, também é notada.
Recentemente em estudos com murganhos manipulados para a ausência de α-sinucleina mostraram resistência ao MPTP, permitindo concluir-se que no parkinsonismo induzido por MPTP a α-sinucleina tem um papel chave na acção desta toxina.
Esta fosfoproteína encontra-se habitualmente sob um aspecto alongado e pouco estruturado em solução, mas que se agrega em filamentos insolúveis que são hiperfosforilados e ubiquitinados, como por exemplo ocorre ao nível dos corpos de Lewy, sendo provável que esta agregação conduza à morte celular.